# 2009-es U20-as óceániai selejtezőtorna
A 2009-es U20-as óceániai selejtezőtornát 2008. december 13. és december 17. között rendezték a tahiti Papeete-ben. 1974 óta először fordult elő, hogy nem Ausztrália vagy Új-Zéland csapata nyerte a selejtezőt.

## Mérkőzések
| Csapat          | M | Gy | D | V | Rg | Kg | Gk | P |
| --------------- | - | -- | - | - | -- | -- | -- | - |
| Tahiti          | 3 | 2  | 1 | 0 | 4  | 1  | +3 | 7 |
| Új-Kaledónia    | 3 | 1  | 2 | 0 | 5  | 2  | +3 | 5 |
| Új-Zéland       | 3 | 1  | 1 | 1 | 6  | 4  | +2 | 4 |
| Fidzsi-szigetek | 3 | 0  | 0 | 3 | 0  | 8  | –8 | 0 |

| 2008. december 13. 16:00 | Új-Zéland                               | 3 – 0                 | Fidzsi-szigetek | Stade Paea |
| 2008. december 13. 16:00 | Barbarouses 58' McGeorge 64' Draper 87' | (0 – 0) (Jegyzőkönyv) |                 | Stade Paea |

| 2008. december 13. 18:30 | Tahiti        | 0 – 0 | Új-Kaledónia | Stade Paea |
| 2008. december 13. 18:30 | (Jegyzőkönyv) |       |              | Stade Paea |

| 2008. december 15. 16:00 | Új-Kaledónia                   | 3 – 0                 | Fidzsi-szigetek | Stade Mahina |
| 2008. december 15. 16:00 | Hnautra 3' Wahnyamalla 22' 34' | (3 – 0) (Jegyzőkönyv) |                 | Stade Mahina |

| 2008. december 15. 18:30 | Új-Zéland       | 1 – 2                 | Tahiti                    | Stade Mahina |
| 2008. december 15. 18:30 | Barbarouses 23' | (1 – 0) (Jegyzőkönyv) | Rochette 66' Teriitau 89' | Stade Mahina |

| 2008. december 17. 16:00 | Új-Kaledónia           | 2 – 2                 | Új-Zéland          | Stade Puurai |
| 2008. december 17. 16:00 | Hnautra 15' Kayara 32' | (2 – 1) (Jegyzőkönyv) | Draper 28' Raj 73' | Stade Puurai |

| 2008. december 17. 18:30 | Tahiti                | 2 – 0                 | Fidzsi-szigetek | Stade Puurai |
| 2008. december 17. 18:30 | Tehau 10' Kamoise 54' | (1 – 0) (Jegyzőkönyv) |                 | Stade Puurai |

 Tahiti jutott ki a 2009-es U20-as labdarúgó-világbajnokságra.

## Góllövőlista
| 2 goals - Alan Hnautra - Jean Wahnyamalla - Greg Draper - Costa Barbarouses 1 goal - Roy Kayara - Adam McGeorge - Jonathan Raj - Garry Rochette - Ariihau Teriitau - Alvin Tehau - Hiva Kamoise |